# Hans Buchgschwenter
Hans Buchgschwenter (auch Buchgschwendter; * 23. März 1898 in Matrei am Brenner; † 3. Jänner 1985 in Innsbruck) war ein österreichischer Bildhauer und Maler.

## Leben
Hans Buchgschwenter wurde 1898 als zweitjüngstes Kind des Tischlermeisters Peter Buchgschwenter und der Maria geb. Auer in Matrei geboren. Nach dem Tod beider Eltern im Jahr 1905 kam er zu Bekannten nach Hall in Tirol, wo er nach dem Besuch der Volksschule eine vierjährige Lehre bei Josef Bachlechner dem Älteren machte. Anschließend besuchte er die Kunstgewerbeschule in Innsbruck bei Ferdinand Stabinger und Viktor Höfer, unterbrochen durch den Kriegsdienst 1917/1918. Von 1925 bis 1928 studierte er an der Akademie der bildenden Künste Wien bei Josef Müllner. Ab 1929 lebte und arbeitete er als freischaffender Künstler in Matrei am Brenner. Er heiratete Anna Winkler, das Paar hatte zwei Töchter.
Buchgschwenter schuf hauptsächlich sakrale Großplastiken und Krippen für kirchliche und private Auftraggeber, bevorzugt in Holz, aber auch in Stein, Kunststein, Gips und Bronze. Sein Hauptwerk ist die Ausstattung der Pfarrkirche Pradl zwischen 1937 und 1981. Für die Arbeiten daran sowie an anderen Innsbrucker Kirchen richtete er in der Nachkriegszeit ein Atelier in Pradl ein. Neben Skulpturen schuf Buchgschwenter auch Wandmalereien, Sgraffiti und Holzschnitte.

## Auszeichnungen
- Ehrenkreuz Pro Ecclesia et Pontifice, 1958
- Verdienstmedaille des Landes Tirol, 1974

## Werke

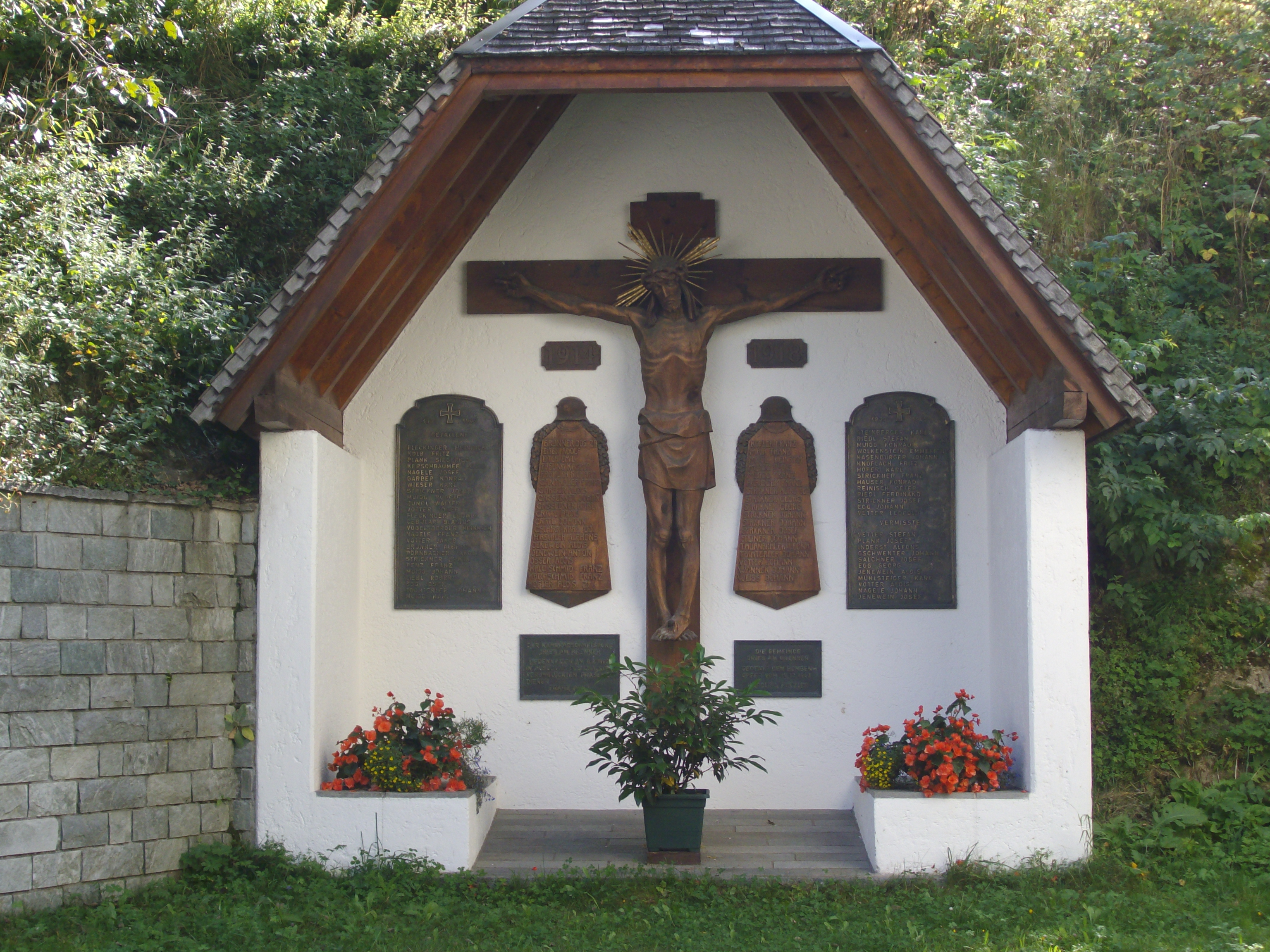
Kriegerdenkmal in Gries am Brenner (1927)

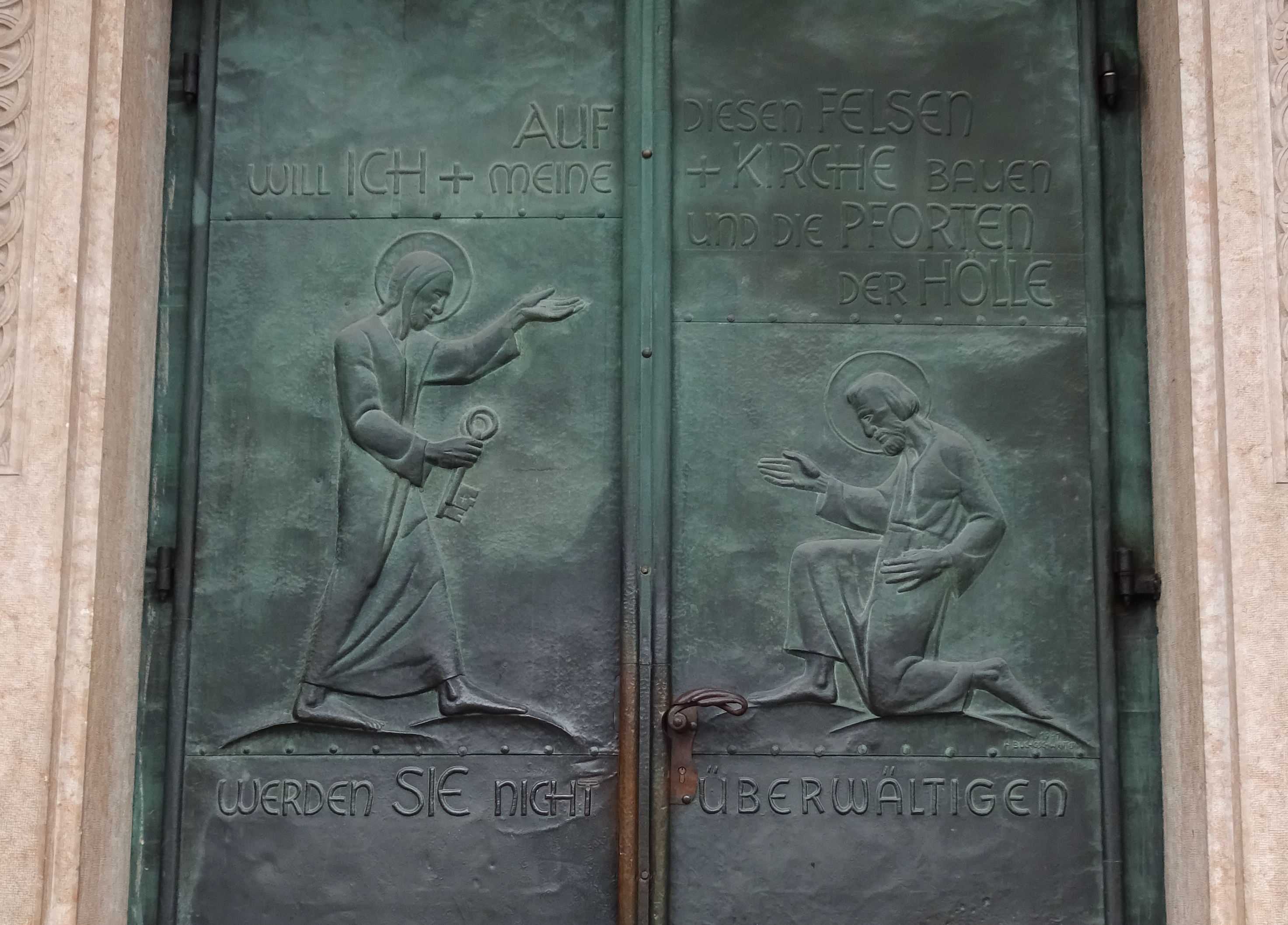
Schlüsselübergabe an Petrus, Kupferrelief am Hauptportal der Pradler Pfarrkirche (1947)

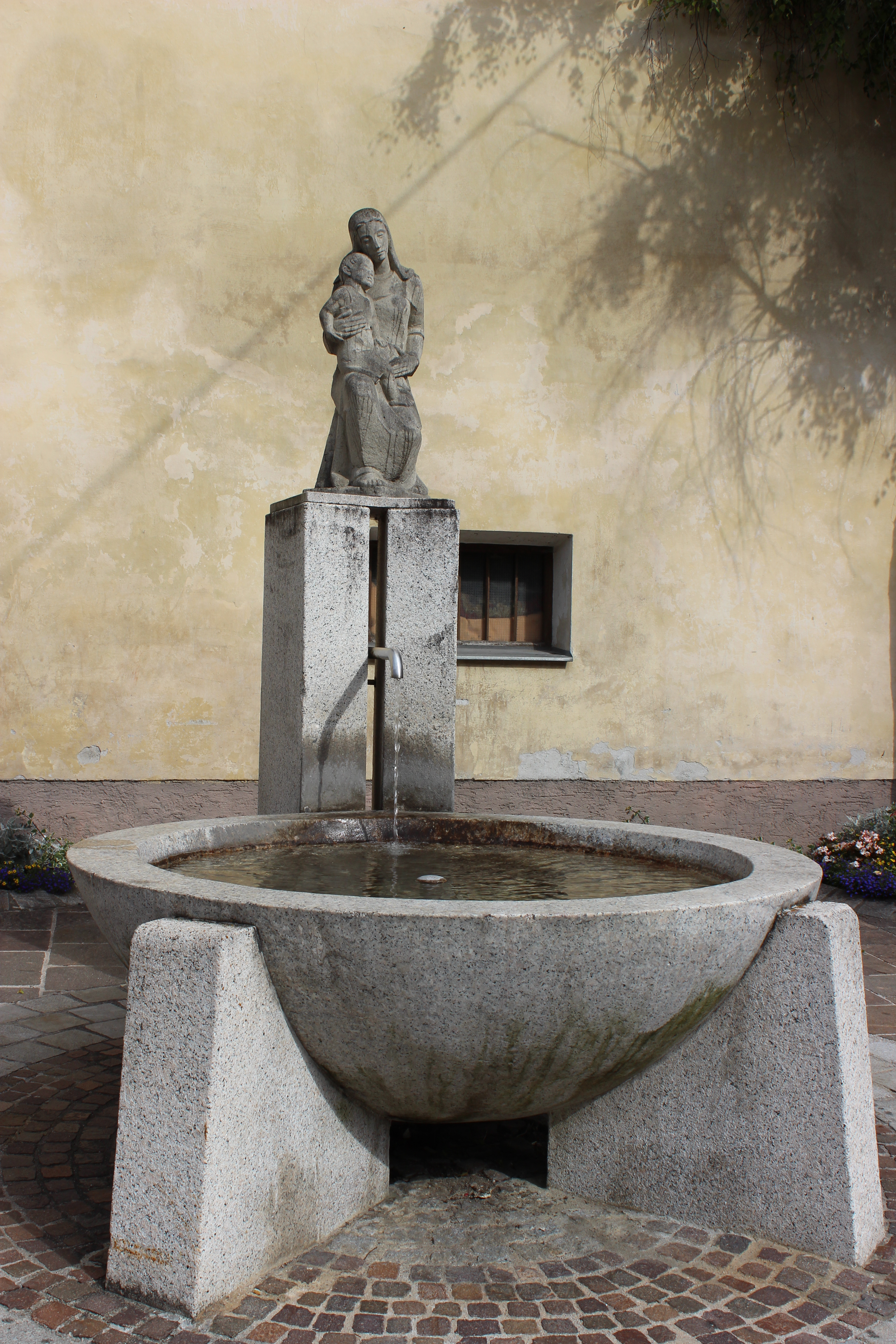
Marienbrunnen in Mühlbachl-Altstadt (1963)

- Kruzifix, Kriegerdenkmal an der Pfarrkirche Gries am Brenner, 1927[1]
- Kreuzigungsgruppe, Johanneskapelle, Altstadt, 1932[2]
- Pietà in der Taufkapelle, Pfarrkirche Matrei am Brenner, 1936
- Ausstattung (Statuen, Tabernakel, Taufstein, Beichtstühle, Kanzel, Kupferreliefs an den Portalen), Pfarrkirche Pradl, 1937–1957
- Kirchentüren mit Darstellung der drei heiligen Johannes und des Petrus Canisius, Pfarrkirche Arzl, Innsbruck, 1947[3]
- Relief des hl. Michael über dem Eingang, Bildungshaus St. Michael, Pfons, um 1949[4]
- Wandbilder, Gemeindeamt Pfons, 1950/1951[5]
- Stuckrelief an der Altarwand Himmelfahrt Mariens und Mensareliefs der vier Evangelisten, Filialkirche Mariä Himmelfahrt, Hintertux, 1952[6]
- Deckenfresko Schutzmantelmadonna, Lourdeskapelle Zöblen, 1955[7]
- Steinfigur hl. Sebastian, Gedenkstätte zur Erinnerung an die Lawinenopfer 1951, Schmirn, 1956[8]
- Altar, Pfarrkirche St. Anton am Arlberg, 1956[9]
- Kruzifix, Kapelle hl. Notburga in der Burgruine Rottenburg, Buch in Tirol, um 1957
- Bildhauerarbeiten, Pfarrvikariatskirche unserer lieben Frau Maria Unbefleckte Empfängnis, Mittewald, um 1960[10]
- Reliefs der Kreuzwegstationen, Kreuzweg von Mützens nach Maria Waldrast, 1960[11]
- Bronzebüste, Denkmal für Franz Kolb an der Friedhofsmauer der Pfarrkirche Matrei am Brenner, 1961[12]
- Brunnenfigur Madonna mit Kind, Marienbrunnen, Altstadt, 1963[13]
- Relief des Auferstandenen, Kriegerdenkmal Grinzens, um 1964[14]
- Holzrelief Christus mit gefallenem Soldaten, Kriegerdenkmal Navis-Unterweg, 1965[15]
- Wandbilder und Relief, Volksschule Schöfens, Pfons, 1966[16]
- Wandbild, Raiffeisenkasse Matrei am Brenner, 1969[17]
- Sgraffito hl. Jodok an der Westfassade, Pfarrkirche St. Jodok und Isidor, St. Jodok am Brenner, 1969[18]
- Wandbild Sternzeichen und Relief hl. Georg, Hauptschule Pfons, 1970[19]
- Altarbild hl. Michael, Siebenbrunnenkapelle, Mühlbachl, 1976[20]